# Cypripedium passerinum
Cypripedium passerinum là một loài thực vật có hoa trong họ Lan. Loài này được Richardson mô tả khoa học đầu tiên năm 1823.

## Hình ảnh

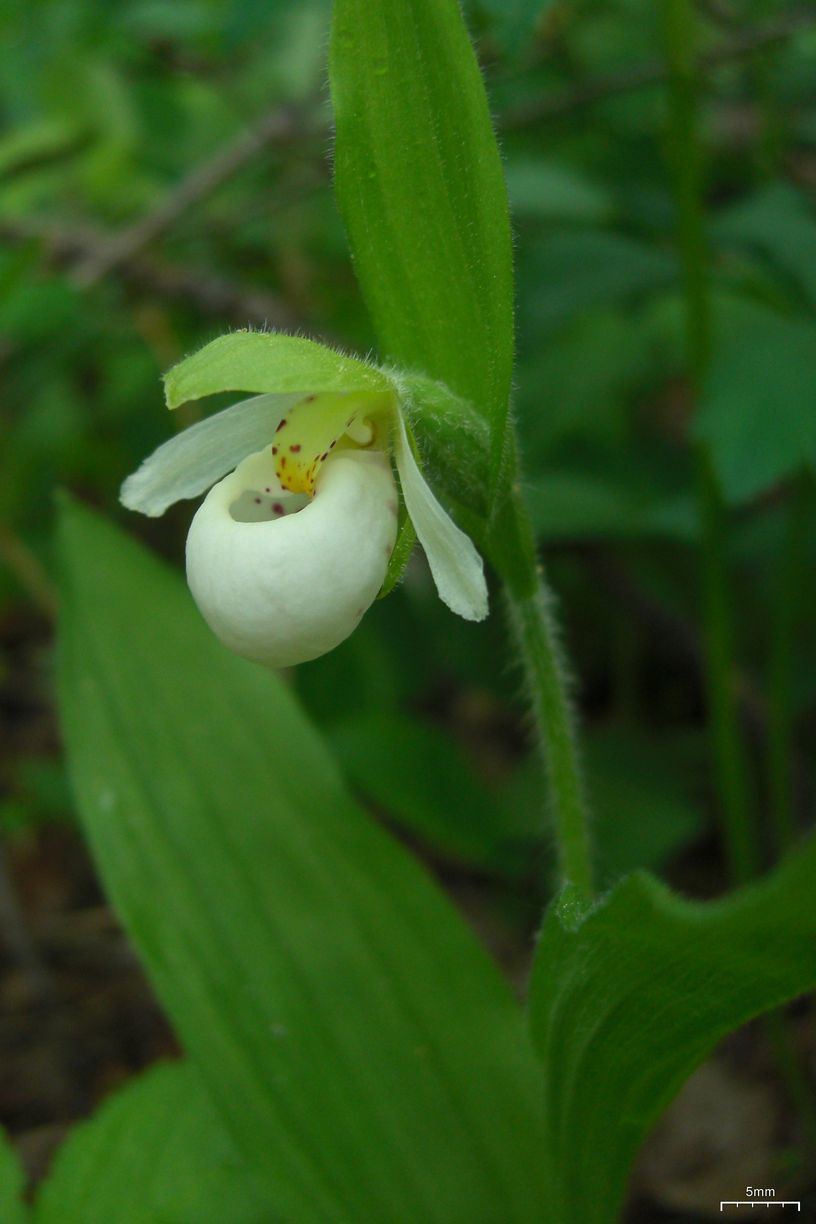